# Масоріна Олена Сергіївна
Олена Сергіївна Масоріна (нар. 17 березня 1986, Київ) — волонтер АТО, засновниця Фонду допомоги армії «Волонтерська сотня „Україна-Світ“». Народний депутат України 8-го скликання від партії «Народний фронт».

## Життєпис
За даними на сайті «Народного фронту», 2008 року закінчила Київський національний університет культури і мистецтв за спеціальністю «Менеджмент і бізнес», а 2019-го — Київський національний університет імені Тараса Шевченка за спеціальністю «Міжнародне право».
Була учасником Євромайдану та допомагала пораненим активістам; із початком АТО стала допомагати амуніцією, обладнанням та медикаментами військовим. За волонтерську діяльність нагороджена Орденом княгині Ольги III ступеня (указ президента України від 23 серпня 2014).
На парламентських виборах 2014 року балотувалася в народні депутати за списком партії «Народний фронт» і 27 листопада 2014 набула депутатських повноважень. З 8 грудня 2014 — член «Народного фронту».

## Парламентська діяльність
Член Комітету Верховної ради з питань європейської інтеграції та низки груп із міжпарламентських зв'язків. Член Постійної делегації у Парламентській асамблеї ГУАМ, заступник голови Постійної делегації у Парламентській асамблеї Організації Чорноморського економічного співробітництва.
Була одним з 59 депутатів, що підписали подання, на підставі якого Конституційний суд України скасував статтю Кримінального кодексу України про незаконне збагачення, що зобов'язувала держслужбовців давати пояснення про джерела їх доходів і доходів членів їх сімей. Кримінальну відповідальність за незаконне збагачення в Україні запровадили у 2015 році. Це було однією з вимог ЄС на виконання Плану дій з візової лібералізації, а також одним із зобов'язань України перед МВФ, закріпленим меморандумом.